# Kolonin Delaware
Kolonin Delaware (engelska: Delaware Colony) var en engelsk, från 1707 brittisk, besittning i Nordamerika åren 1664-1776. Kolonin förlänades 1681 till William Penn och hans arvingar. Från 1701 hade besittningen en egen lagstiftande församling, men lydde fortfarande under den guvernör som familjen Penn utsåg för Pennsylvania. Den gick vanligen under namnet Lower Counties on Delaware.

### Fotnoter
1. ↑  ”Delaware” (på engelska). World Statesmen. http://www.worldstatesmen.org/US_states_A-D.html#Delaware. Läst 9 november 2015.